# 王事聖
王事聖（16世紀—16世紀），字忠卿，號龍谷，江西南安府南康縣人，明朝政治人物。

## 生平
王事聖曾跟隨羅洪先學習，是嘉靖三十四年（1556年）舉人，隆慶六年（1572年）授武康教諭，陞華陽知縣，適逢三吳興辦水利，他以才略移官蘇州水利同知，吳縣饑荒，有無賴公然在日間劫掠人民糧食，上級讓他處理，他就陳説利害解散無賴黨羽，並將其首領置法，其餘犯事者不再追究；之後他在萬曆八年（1580年）擢為鎮江知府，地方有織造及木商例金千餘兩，而流僧汪源洪（一作汪元洪）在妖言惑眾煽動叛亂，他按兵不動，讓對方不察覺後擒獲，上級打算牽連數百人以為功績，在他堅持下只誅殺首惡。
不久王事聖被流言中傷，調為黎平知府，當地軍民不睦，他以誠對待，又上疏改鑄府印，加「軍民」字，使得邊境靜謐，後在婁羅寨之亂功勞居首，卻再次被中傷而致仕回鄉，蘇州、鎮江也為他立祠之，南京禮部尚書姜寶稱他「以念庵先生講聖賢經濟之學，而公實為高弟，平日所得於先生者深。」謝詔為他作傳，入祀鄉賢祠。

## 引用
1. 1 2  道光《武康縣志·卷十二·秩官表》：明 教諭……隆慶……王事聖 號龍谷，江西南昌縣舉人，六年任，累陞鎮江府太守
2. 1 2  同治《南康縣志·卷八·人物志》：王事聖，字忠卿，嘉靖三十四年鄉舉，嘗受業羅念庵之門，由武康教諭擢知華陽縣，會三吳方興水利，欲得才略敢任者移蘇州同知，吳大饑，群無賴白晝掠民間積粟，大吏以屬事聖，事聖陳説利害散其黨、寘渠魁於法，餘悉不問；擢守鎮江，歲却織造及木商例金千餘，妖人汪元洪等煽亂，事聖先授計旁縣，勒兵待出，賊不意自馳往，捦元洪脅從者不窮，治口未嘗言定亂功也。俄為忌者所中調黎平，軍民不輯，事聖以公誠臨之，復上疏改鑄印文，加軍民字，邊境靜謐，婁羅之亂，核功者首公功，復為忌者所中致仕歸，蘇州、鎮江俱祠之，姜宗伯寶稱「以念庵先生講聖賢經濟之學，而公實為高弟，平日所得於先生者深。」謝中丞詔為傳，謂「厯官所至有政蹟，而蘇之治水、潤之平寇功尤偉云。」祀鄉賢。 參人物志、府志
3. ↑  《三吳水考·卷十二·奏疏考》：〈吳塘顧浦工完疏〉……據蘇州府水利同知王事聖呈議……
4. ↑  光緒《北固山志·卷五志·人物》：王事聖，江西南康貢士，萬厯庚辰守郡，流僧汪源洪等妖言惑眾，既擒詞連數百人，當事欲張其事以為功，王力持之，但誅首惡餘不問。
5. ↑  乾隆《鎮江府志·卷三十四·名宦下》：王事聖，江西南康人，萬厯八年知鎮江府，廉峻明確，流僧汪源洪妖言惑眾，既擒詞連數百人，當事欲張其事以為功，事聖力持之，但論諸首惡，餘皆不問。
6. ↑  雍正《江西通志·卷九十三·人物二十八》：王事聖，字忠卿，南康人，嘉靖乙卯鄉薦，任華陽知縣，陞蘇州同知，尋擢鎮江知府，汪元洪等煽亂，事聖討擒之；調黎平府，軍民不輯，事聖以公誠臨之，復上疏改鑄印文加軍民字，邊境靜謐，踰年致仕，蘇州、鎮江俱祠之。 同上（人物志）